# 北日本造船
北日本造船株式会社（きたにほんぞうせん、英: KITANIHON SHIPBUILDING CO., LTD.）は日本の造船メーカー。

## 概要
八戸港に立地しており、東京湾地域より北では数少ない貨物船を製造する造船会社である。

当初は、日本屈指の漁業基地である八戸漁港の需要を背景とした遠洋漁業用の鋼製漁船の製造修理を目的に設立されたが、鋼製漁船の需要減少を受けて一般商船の製造修理へとシフトしており、現在はケミカルタンカー・冷凍運搬船・RO-RO船・多目的船等を手がけている。

（社）日本中小型造船工業会の会員。

## 沿革
- 1969年（昭和44年）- 会社設立。300G/T建造兼引揚船台、300G/Tセミドライドック完成
- 1982年（昭和57年）- 3,800G/T建造船台完成
- 1985年（昭和60年）- 3,800G/T建造船台を4,500 G/Tに拡張
- 1988年（昭和63年）- 1,200G/T引揚船台完成
- 1990年（平成2年）- 4,500G/T建造船台を4,999 G/Tに拡張
- 1991年（平成3年）- 1,200G/T引揚船台を4,000 G/Tドライドックに拡張
- 1992年（平成4年）- 300G/Tセミドライドック廃止
- 1993年（平成5年）- 4,000G/Tドライドックを8,000 G/Tに拡張。4,999G/T建造船台を5,880 G/Tに拡張
- 1994年（平成6年）- 5,880G/T建造船台を5,999 G/Tに拡張
- 1997年（平成9年）- 新社屋完成
- 1998年（平成10年）- 5,999G/T建造船台を7,900 G/Tに拡張
- 1999年（平成11年）- 7,900G/T建造船台を11,000 G/Tに拡張
- 2000年（平成12年）- 11,000G/T建造船台を15,100 G/Tに拡張
- 2001年（平成13年）- 15,100G/T建造船台を15,700 G/Tに拡張
- 2002年（平成14年）- 15,700G/T建造船台を15,800 G/Tに拡張
- 2003年（平成15年）- 8,000G/Tドライドックを12,000 G/Tに拡張。15,800G/T建造船台を19,500 G/Tに拡張
- 2006年（平成18年）- 久慈工場、北沼工場を設立
- 2009年（平成21年）- 12,000G/Tドライドックを13,000 G/Tに拡張
- 2011年（平成21年）- 3月11日に発生した東北地方太平洋沖地震による津波に久慈工場が襲われ、約55億円の被害が出る。
- 2013年（平成23年）- 豊洲工場設立。本社工場 36,000G/Tドライドック完成
- 2015年（平成25年）- 久慈工場 研掃工場増設
- 2016年（平成26年）- 豊洲工場 ブロック工場増設、研掃工場新設
- 2020年（令和2年）- 久慈工場 ユニオン工場新設

## 事業所及び主要設備
- 本社工場: 青森県八戸市江陽三丁目1番25号
  - 建造船台 162.0x26.6  19,500G/T
  - ドライドック 153.8x25.4  13,000G/T
- 北沼工場: 青森県八戸市大字河原木字北沼15番14号
- 久慈工場: 岩手県久慈市夏井町閉伊口第8地割74-15